# Dianthus andronakii
Dianthus andronakii là loài thực vật có hoa thuộc họ Cẩm chướng. Loài này được Woronow ex Schischk. mô tả khoa học đầu tiên năm 1936.